# Muhammad Mahabat Khanji II
Muhammad Mahabat Khanji II (Junagadh, 10 maggio 1838 – Junagadh, 29 settembre 1882) è stato un principe indiano.
Fu Nawab di Junagadh dal 1851 al 1882.

## Biografia
Muhammad Bahadur Khanji III, nato a Junagadh il 10 maggio 1838, era il figlio secondogenito di Muhammad Bahadur Khanji II, nawab di Junagadh. Sua madre era Naju Bibi. Salì al trono dopo la morte di suo fratello maggiore Muhammad Hamid Khanji II nel 1851. Contro il parere della madre e dei suoi consiglieri tutori che volevano estrometterlo dalla gestione degli affari di governo, si prodigò per assistere le operazioni della Compagnia britannica delle Indie orientali sul suolo indiano, ricevendone in cambio protezione e considerazione. Il 1º gennaio 1877 si recò alla corte di Delhi in occasione del durbar che venne predisposto per la proclamazione della regina Vittoria a imperatrice d'India e ne ottenne un saluto onorifico con quindici cannonate a salve. Con l'aiuto del suo dewan (primo ministro) Amar Singh, si preoccupò di modernizzare e abbellire la città di Junagadh, costruendovi nuovi istituti scolastici, ospedali e tribunali, e introducendo nel suo regno lo stile gotico europeo in architettura.

## Matrimoni
Muhammad Mohbat Khanji II sposò Kamal Bakhte, figlia maggiore del nawab Muhammad Zorawar Sher Khan dello stato di Radhanpur nel 1851; oltre a lei sposò anche Ladli Bibi nel 1853 e Sardar Bakhte Begum nel 1866. Inoltre, la celebre ballerina Mahutkanya Noor Bibi fu sua concubina. Ebbe tre figli maschi (due dei quali gli successero al trono in seguito), e nel 1876 ebbe anche una figlia di nome Taj Bakhte.